# Joaquín Cervantes Bassoco
Joaquín Cervantes Bassoco (Portales, 11 de marzo de 1918- Querétaro, 18 de enero de 2008) fue un autor y editor de cómics mexicano, uno de los más importantes de su país durante los años cincuenta, junto a José G. Cruz.

## Biografía
Joaquín Cervantes Bassoco publicó sus primeras historietas en las revistas "Palomilla" y "Hércules".
Tras realizar la tira cómica Pies Planos para el diario La Afición, colaboró con la revista "Chamaco" entre 1942 y 1953.
En 1953 fundó con José Martínez Estrada la Corporación Editorial Mexicana, donde con un equipo de colaboradores publica Pies Planos, El Pirata Negro y Wama , el hijo de la Luna.
En 1959 entró en Editorial Argumentos de Guillermo de la Parra y Yolanda Vargas Dulché para la que creó Tawa, el Hombre Gacela, su serie más popular.

## Homenajes
El Museo de la Caricatura y la Historieta de la ciudad de Cuautla Morelos, fundado en el año 2000, recibió su nombre tras su fallecimiento en 2008.